# كين أوبراين
كين أوبراين (بالإنجليزية: Ken O'Brien)‏ هو لاعب كرة قدم أمريكية أمريكي، ولد في 27 نوفمبر 1960 في روكفيل سنتر في الولايات المتحدة.

## وصلات خارجية
- كين أوبراين على موقع إي إس بي إن.كوم (أن.أف.أل)3
- كين أوبراين على موقع مرجع كرة القدم المحترفة.كوم (الإنجليزية)
- كين أوبراين على موقع IMDb (الإنجليزية)
- كين أوبراين على موقع قاعدة بيانات الفيلم (الإنجليزية)